# Гусев, Николай Васильевич
Николай Васильевич Гусев (06.12.1923, Рязанская область, Милославский район, с. Липяги — 15.06.1993, Рязанская область, Рыбновский район, г. Рыбное) — первый секретарь Рыбновского районного комитета партии, Герой Социалистического труда.

## Биография
Родился 6 декабря 1923 года в селе Липяги Затворниковской волости Скопинского уезда Рязанской губернии (ныне — Милославского района Рязанской области).
В 1941 году был призван в ряды Красной Армии, где он находился в течение шести лет. Н. В. Гусев — участник Великой Отечественной войны. В 1944 году вступил в КПСС. После демобилизации в 1947 году, Н. В. Гусев работал в Букринском райкоме партии Рязанской области инструктором, помощником секретаря, заведующим отделом партийных, профсоюзных и комсомольских организаций.
В 1953 году становится слушателем областной партийной школы, а затем направляется в Шиловский район Рязанской области. Здесь Н. В. Гусев был секретарем райкома КПСС, директором РТС, председателем райисполкома.
В 1960 году заочно окончил Высшую партийную школу при ЦК КПСС. С 1962 по 1965 гг. работал председателем Спасского райисполкома Рязанской области, а затем в течение четырех лет — первым секретарем Спасского райкома КПСС.
В феврале 1969 года избран первым секретарем Рыбновского районного комитета партии.
Н. В. Гусев был членом обкома партии, депутатом областного Совета народных депутатов, делегатом XXIV и XXV съездов КПСС.
За заслуги перед Родиной Указом Президиума Верховного Совета СССР от 11 декабря 1973 года Николаю Васильевичу Гусеву присвоено звание Героя Социалистического Труда. Он также был награжден Орденом Ленина, Орденом Октябрьской Революции, Трудового Красного Знамени, «Знак Почета», различными медалями.
Умер 15 июня 1993 года. Похоронен в г. Рыбное Рязанской области.
23 августа 2019 года в городе Рыбное состоялось торжественное открытие бюста Герою социалистического труда Николаю Васильевичу Гусеву.